# Типченица
Типченица (болг. Типченица) — село в Болгарии. Находится в Врачанской области, входит в общину Мездра. Население составляет 514 человек.

## Политическая ситуация
В местном кметстве Типченица, в состав которого входит Типченица, должность кмета (старосты) исполняет Божидар  Пенчов Големанов (коалиция в составе 4 партий: Демократы за сильную Болгарию (ДСБ), Земледельческий народный союз (ЗНС), Союз свободной демократии (ССД), Движение за община Мездра, СЪЮЗ НА ДЕМОКРАТИЧНИТЕ СИЛИ) по результатам выборов правления кметства.
Кмет (мэр) общины Мездра — Иван Аспарухов Цанов (независимый) по результатам выборов в правление общины.